# Babiana sinuata
Babiana sinuata är en irisväxtart som beskrevs av Gwendoline Joyce Lewis. Babiana sinuata ingår i släktet Babiana och familjen irisväxter. Inga underarter finns listade i Catalogue of Life.